# Odontolakis
Odontolakis is een geslacht van rechtvleugeligen uit de familie sabelsprinkhanen (Tettigoniidae). De wetenschappelijke naam van dit geslacht is voor het eerst geldig gepubliceerd in 1891 door Redtenbacher.

## Soorten
Het geslacht Odontolakis omvat de volgende soorten:
- Odontolakis alluaudi Brongniart, 1897
- Odontolakis armata Redtenbacher, 1891
- Odontolakis bicolor Brongniart, 1897
- Odontolakis brunneri Brongniart, 1897
- Odontolakis hastata Redtenbacher, 1891
- Odontolakis lantzi Brongniart, 1897
- Odontolakis megacephala Burmeister, 1838
- Odontolakis nigripes Redtenbacher, 1891
- Odontolakis sexpunctata Serville, 1838
- Odontolakis speculata Brongniart, 1897
- Odontolakis spinifera Chopard, 1952
- Odontolakis tibialis Redtenbacher, 1891
- Odontolakis varia Redtenbacher, 1891
- Odontolakis virescens Redtenbacher, 1891